# Амонијум-ацетат
Амонијум-ацетат је хемијско једињење формуле . На собној температури, супстанца је чврста. Добија се реакцијом амонијака са сирћетном киселином.

## Употреба
Као со слабе киселине и слабе базе, амонијум-ацетат има много специфичних особина.
- користи се као разбијач леда јер се може органски разложити
- користи се заједно са сирћетном киселином за прављење пуфера који се термички може разложити на нејонске производе
- користи се у многим органским синтезама
- користи се за масену спектрометрију протеина

## Особине
Амонијум-ацетат је хигроскопан. На вишим температурама разлаже се на ацетамид и воду.
Амонијум-ацетат има специфичан мирис.
| Особина                  | Вредност |
| ------------------------ | -------- |
| Партициони коефицијент ( | -3,5     |
| Растворљивост (logS, log(mol/L))        | 0,3      |
| Поларна површина (PSA, Å2)  | 72,3     |